# Lista dos atuais patriarcas da Igreja Ortodoxa
Essa é uma lista dos atuais patriarcas da Igreja Ortodoxa e da Ortodoxia Oriental que atuam como líderes das diversas igrejas ortodoxas pelo mundo, especialmente no Oriente.

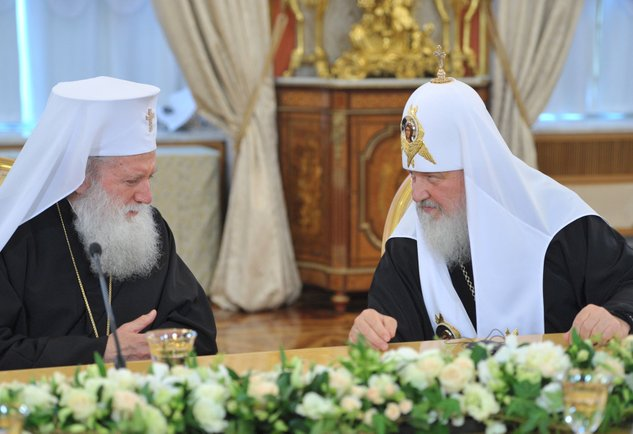
Patriarcas Neófito da Bulgária e Cirilo de Moscou durante uma reunião na Rússia em 2013.

Diferente do catolicismo romano, os cristãos ortodoxos elegem os chamados "patriarcas", que funcionam como bispos superiores que atuam em uma determinada região, ao invés de um único papa para liderar toda a Igreja a nível mundial.

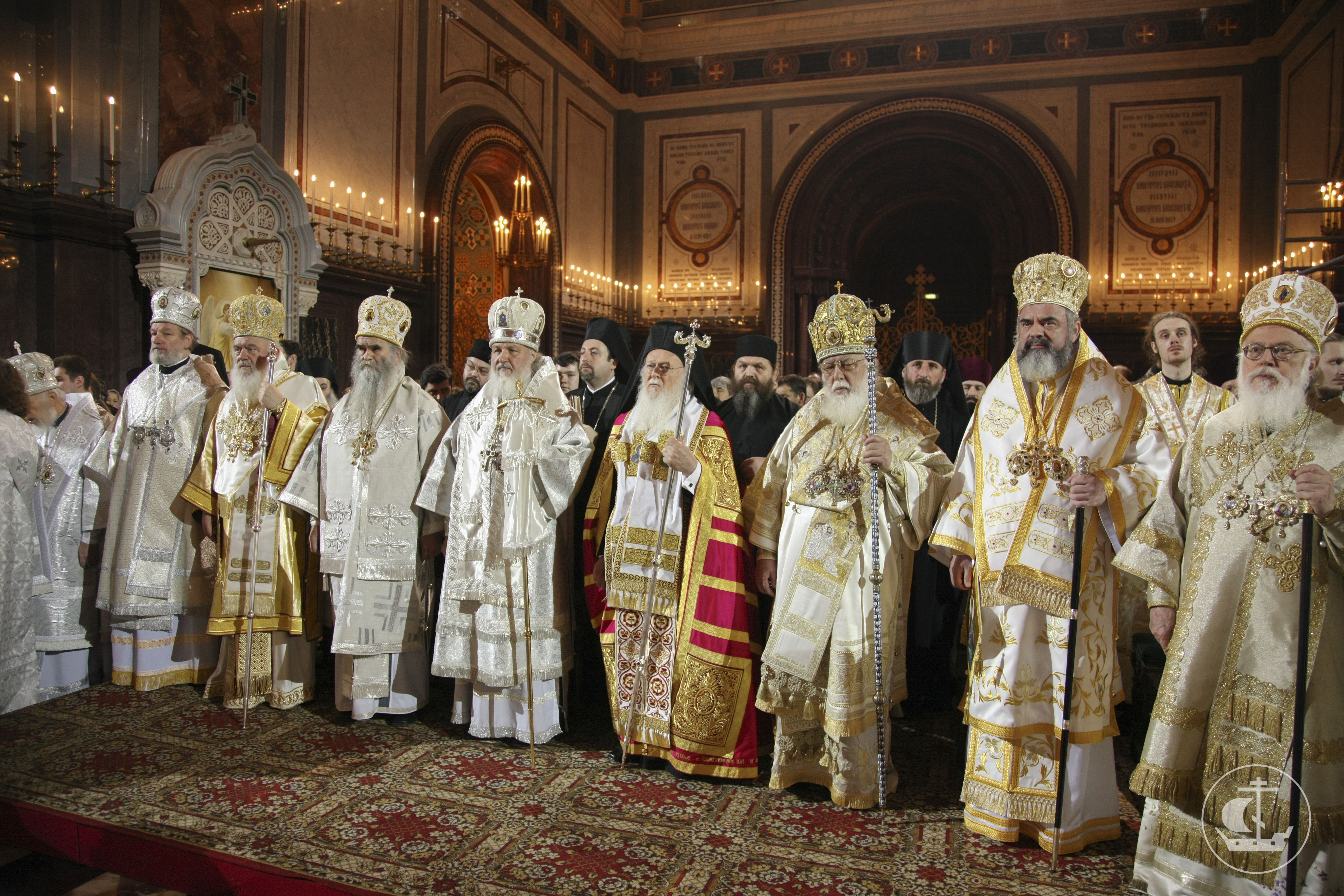
Patriarcas e bispos ortodoxos durante Divina Liturgia na Catedral de Cristo Salvador.

Os patriarcas da Igreja Ortodoxa são eleitos normalmente por um sínodo após a morte do antecessor. Abdicações são raras.

## Igrejas ortodoxas bizantinas
O termo "ortodoxas bizantinas" se refere às diversas igrejas ortodoxas herdeiras do Império Bizantino que aderiram ao rito de mesmo nome e que se separaram da Igreja Católica Romana no ano de 1054 em um evento que ficou conhecido como O Grande Cisma. Elas formam o principal corpo de Ortodoxia cristã no mundo.
Nesta lista, os nove patriarcas da Igreja Ortodoxa estão organizados de acordo com o tempo em que estão no cargo (do mais antigo para o mais novo).

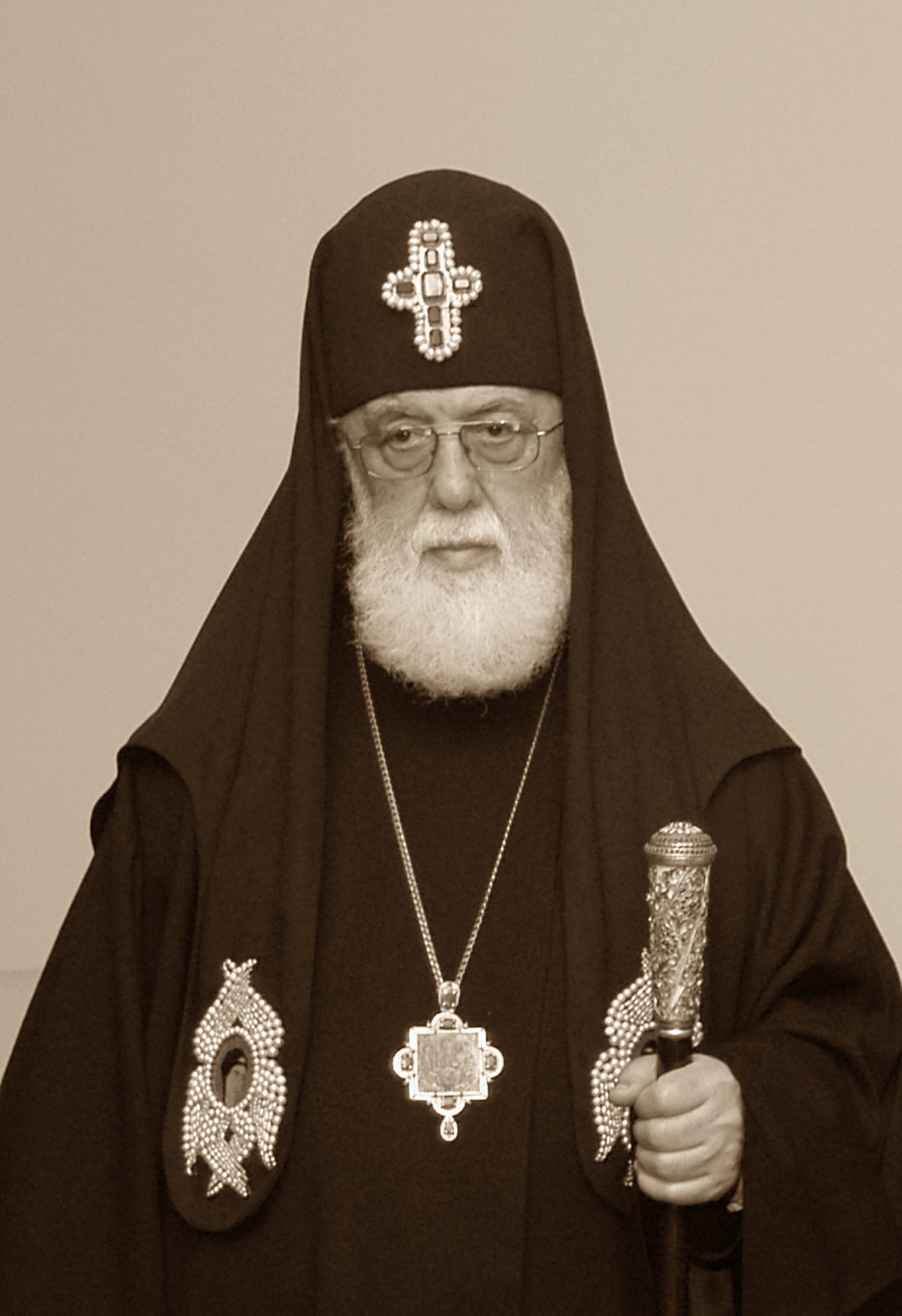
Sua santidade Elias II da Geórgia, desde 1976
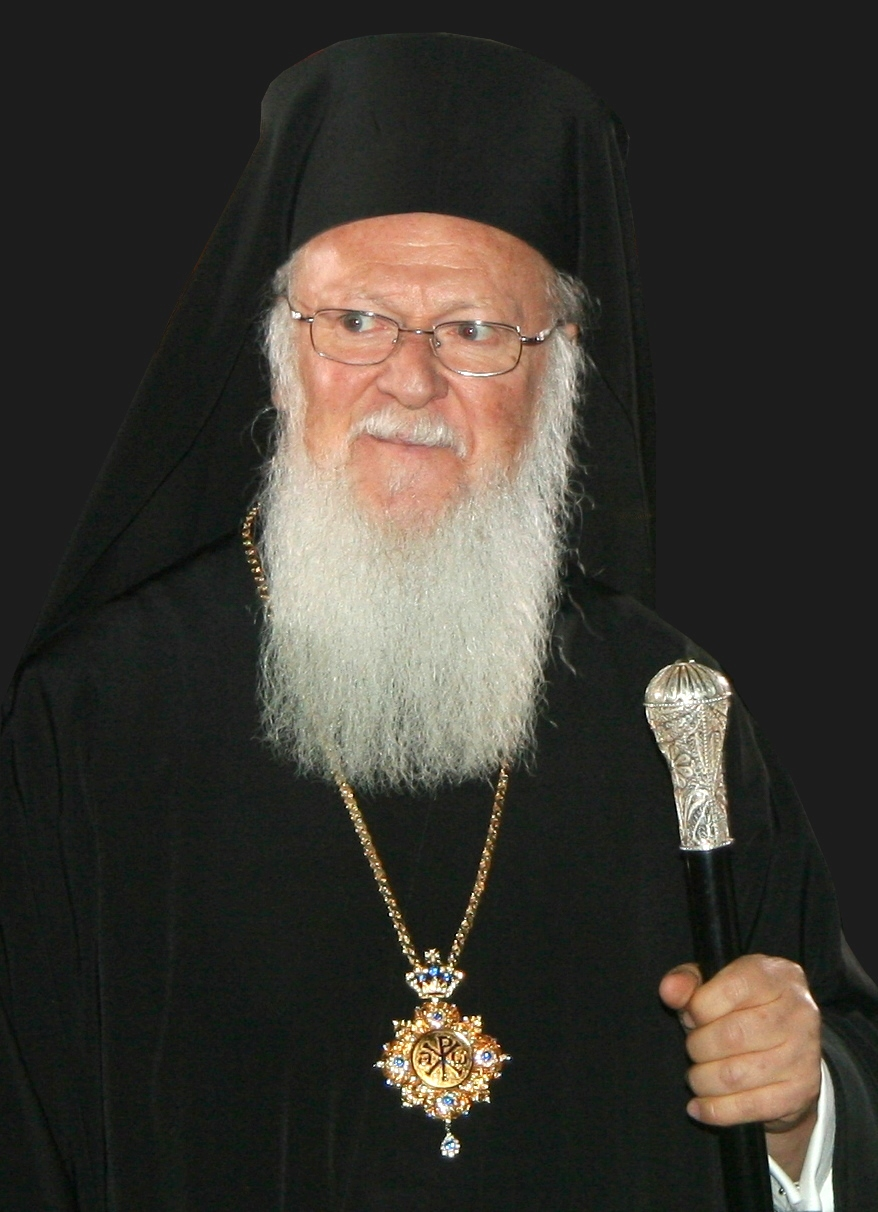
Sua santidade Bartolomeu I de Constantinopla, desde 1991
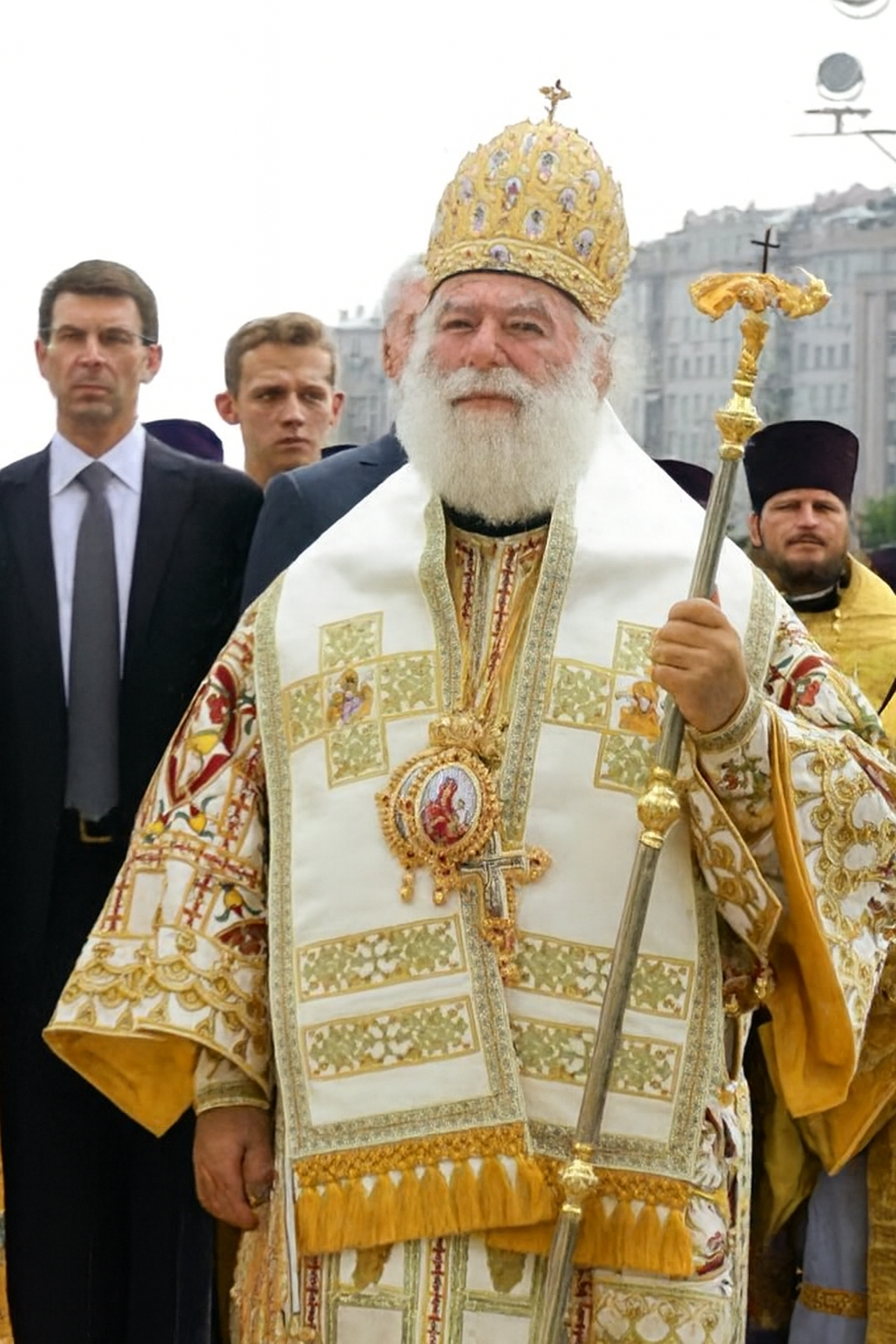
Sua santidade Teodoro II de Alexandria, desde 2004
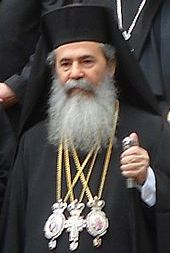
Sua santidade Teófilo III de Jerusalém, desde 2005
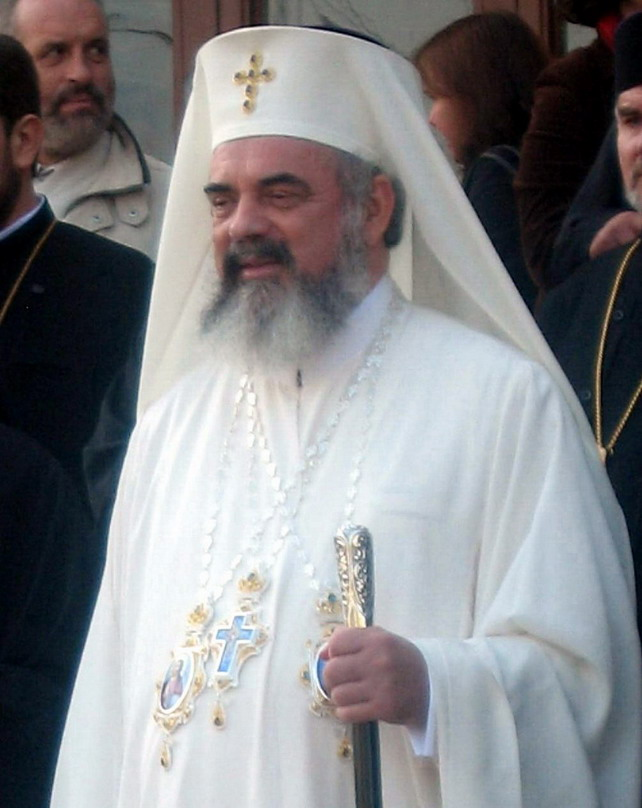
Sua santidade Daniel da Romênia, desde 2007
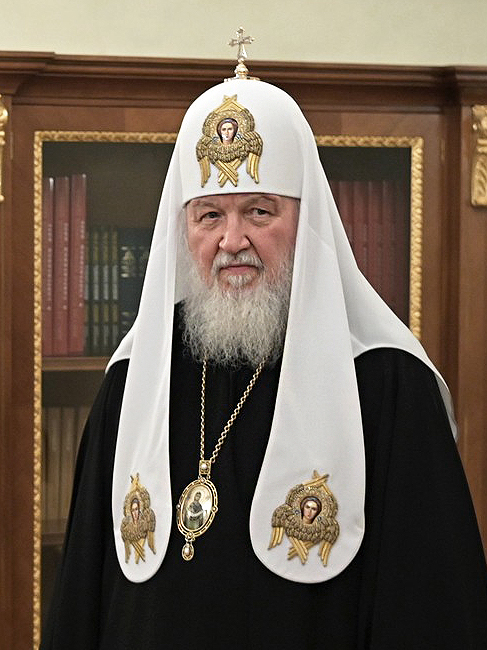
Sua santidade Cirilo I de Moscou, desde 2009
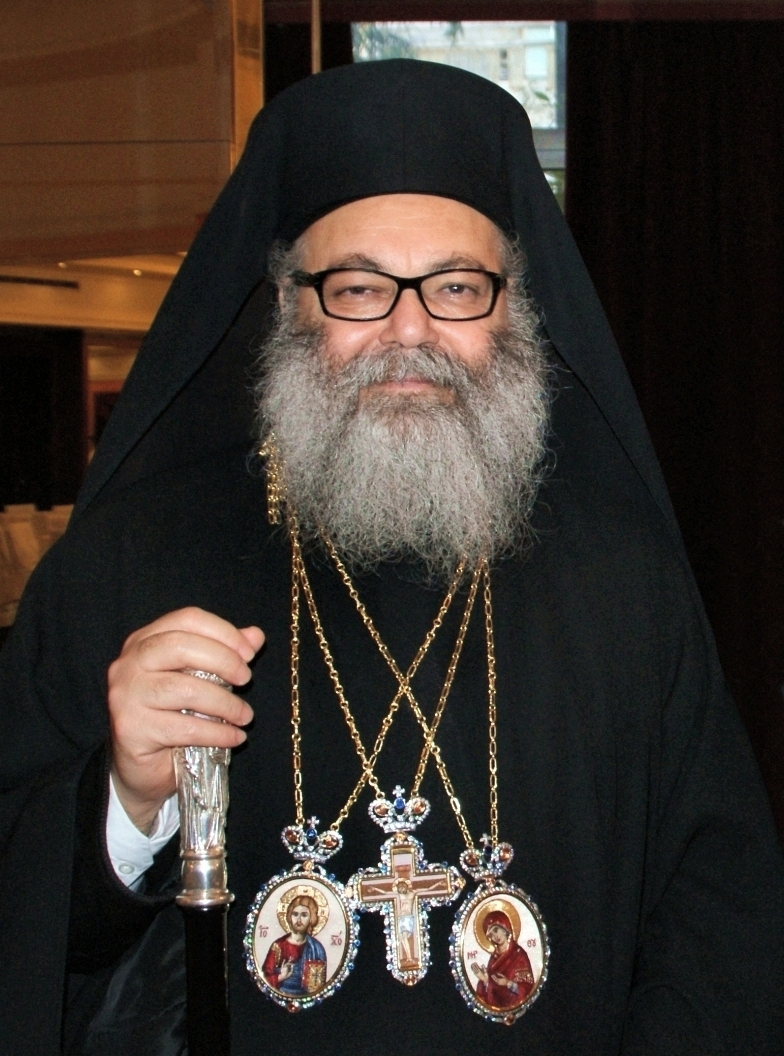
Sua santidade João X de Antioquia, desde 2013
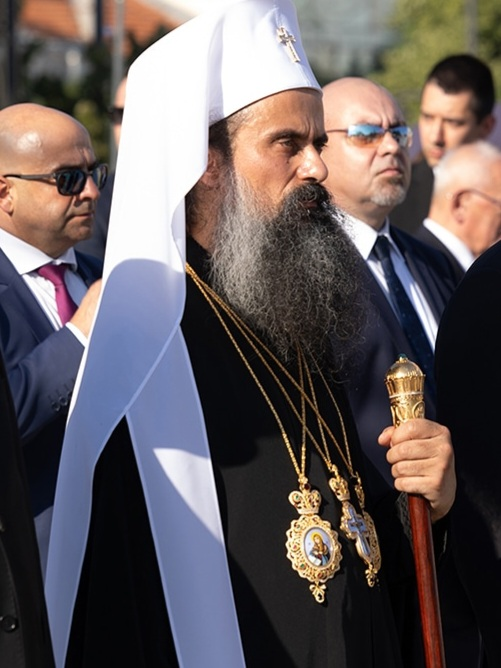
Sua santidade Daniel da Bulgária, desde 2024
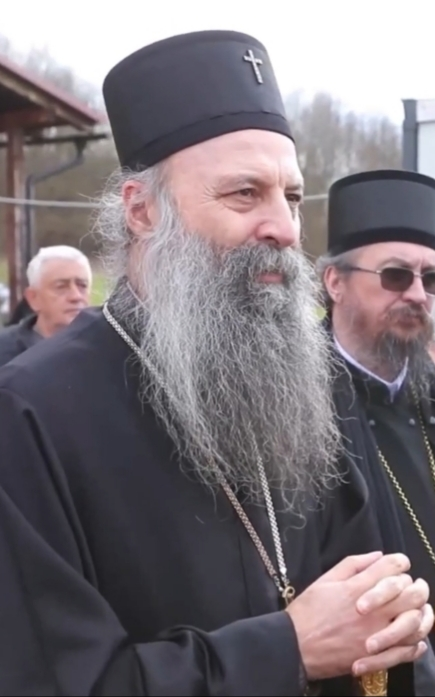
Sua santidade Porfírio da Sérvia, desde 2021

## Igrejas ortodoxas orientais
Enquanto o termo "Igreja Ortodoxa" é utilizado para se referir aos nove patriarcados que herdaram o cristianismo primitivo no Império Bizantino, o termo "Igrejas ortodoxas orientais" se refere, em geral, à Ortodoxia Oriental, isto é, às seis igrejas mais primitivas do cristianismo que aceitam apenas os três primeiros concílios e se separaram do corpo primitivo da Igreja em 451 d.C.
Todas as igrejas dão o título de patriarca a seus líderes, exceto a Igreja Ortodoxa Copta, que intitula seu líder espiritual de "papa", assim como na Igreja Católica Romana.  
O líder da Igreja Apostólica Armênia é denominado Patriarca Supremo e Católico de Todos os Armênios; o líder da Santa Sé da Cilícia da Igreja Armênia é denominado Católico da Cilícia (Antelias, Líbano). A Igreja Armênia tem ainda dois patriarcas em Jerusalém e Constantinopla (Istambul).

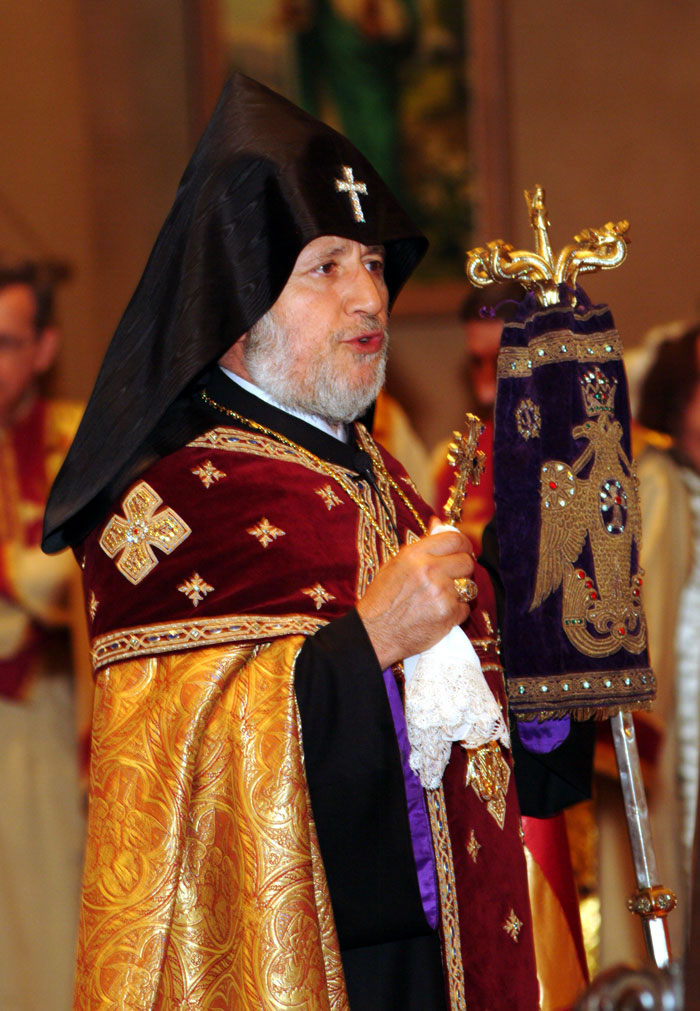
Sua santidade Karekin II da Igreja Apostólica Armênia, desde 1999
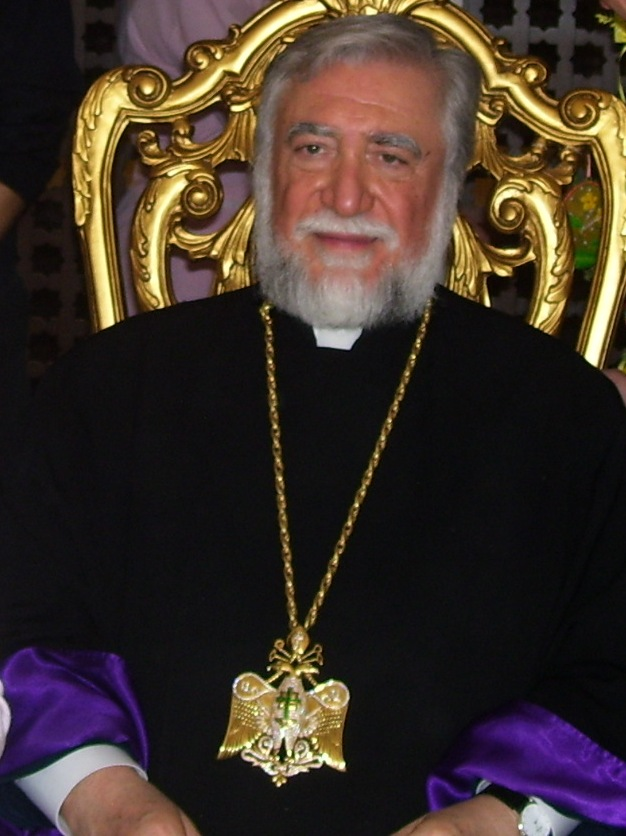
Sua santidade Arã I da Cilícia da Igreja Apostólica Armênia, desde 1995
Sua beatitude Nourhan Manougian de Jerusalém da Igreja Apostólica Armênia, desde 2013
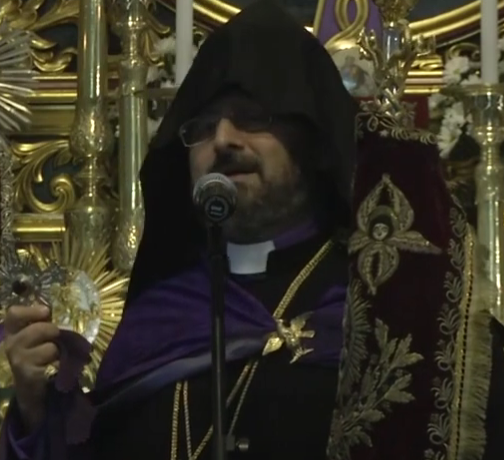
Sua beatitude Sahak II Mashalian de Constantinopla da Igreja Apostólica Armenia, desde 2019
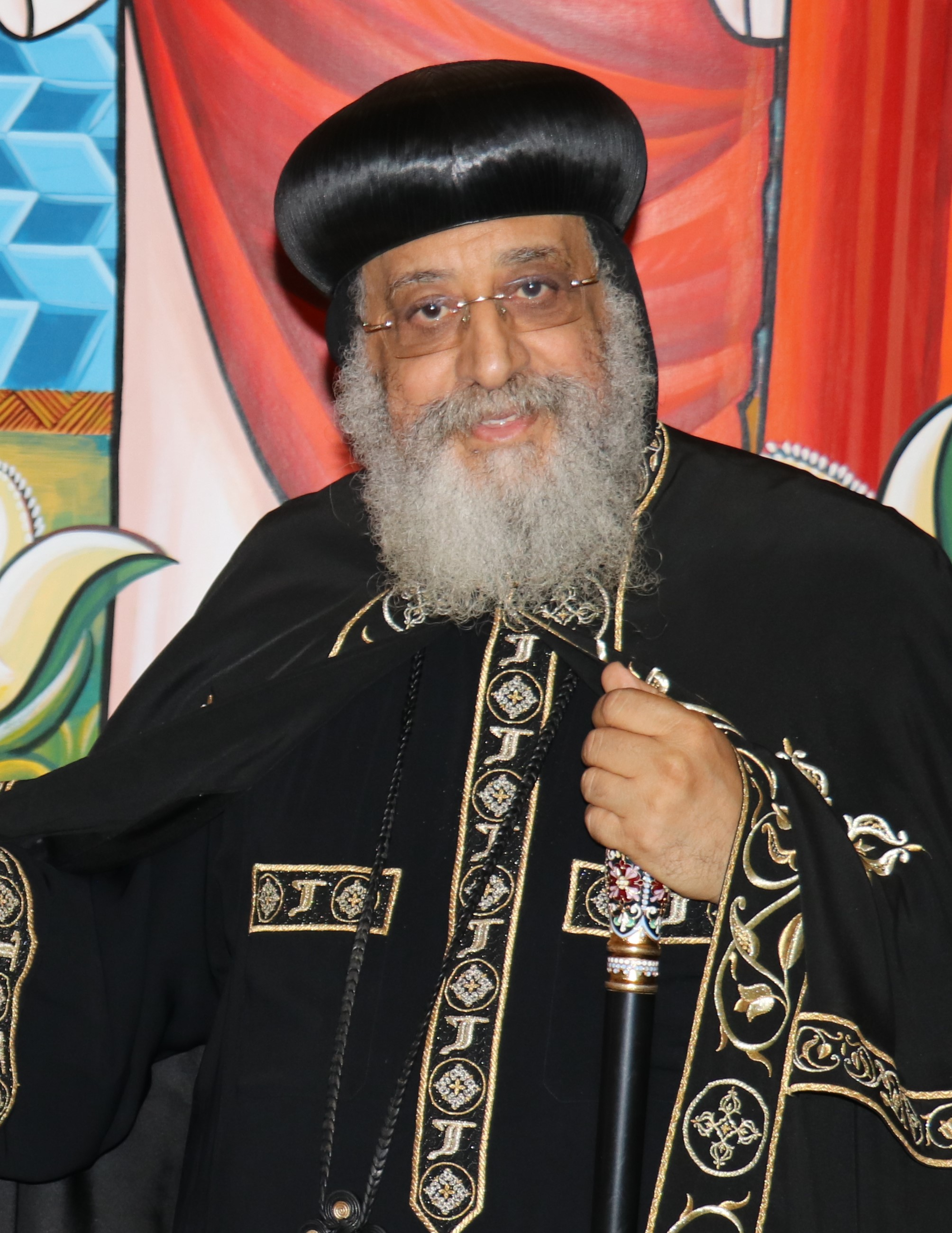
Sua santidade Teodoro II da Igreja Ortodoxa Copta, desde 2012
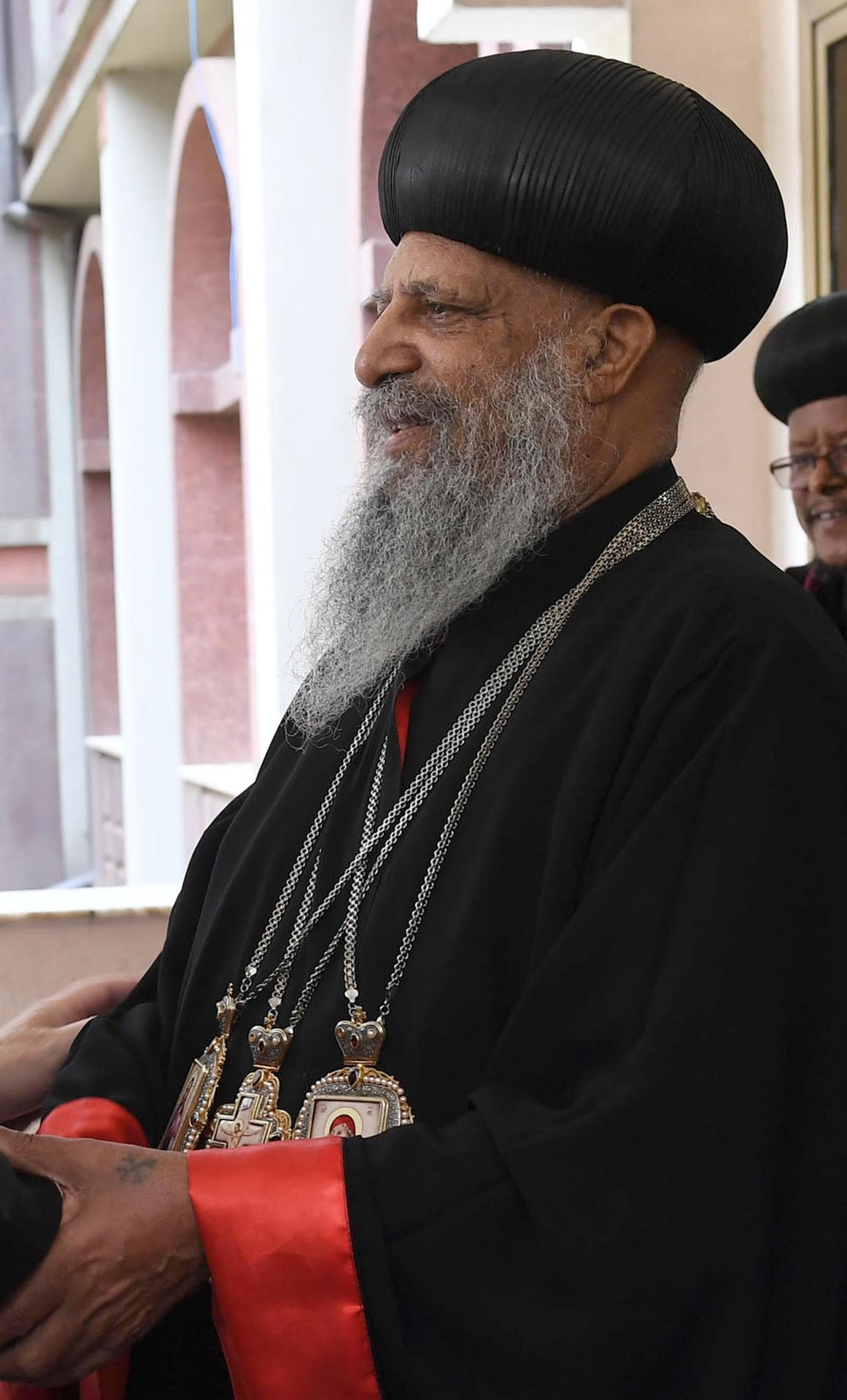
Sua santidade Matias da Igreja Ortodoxa Etíope, desde 2013
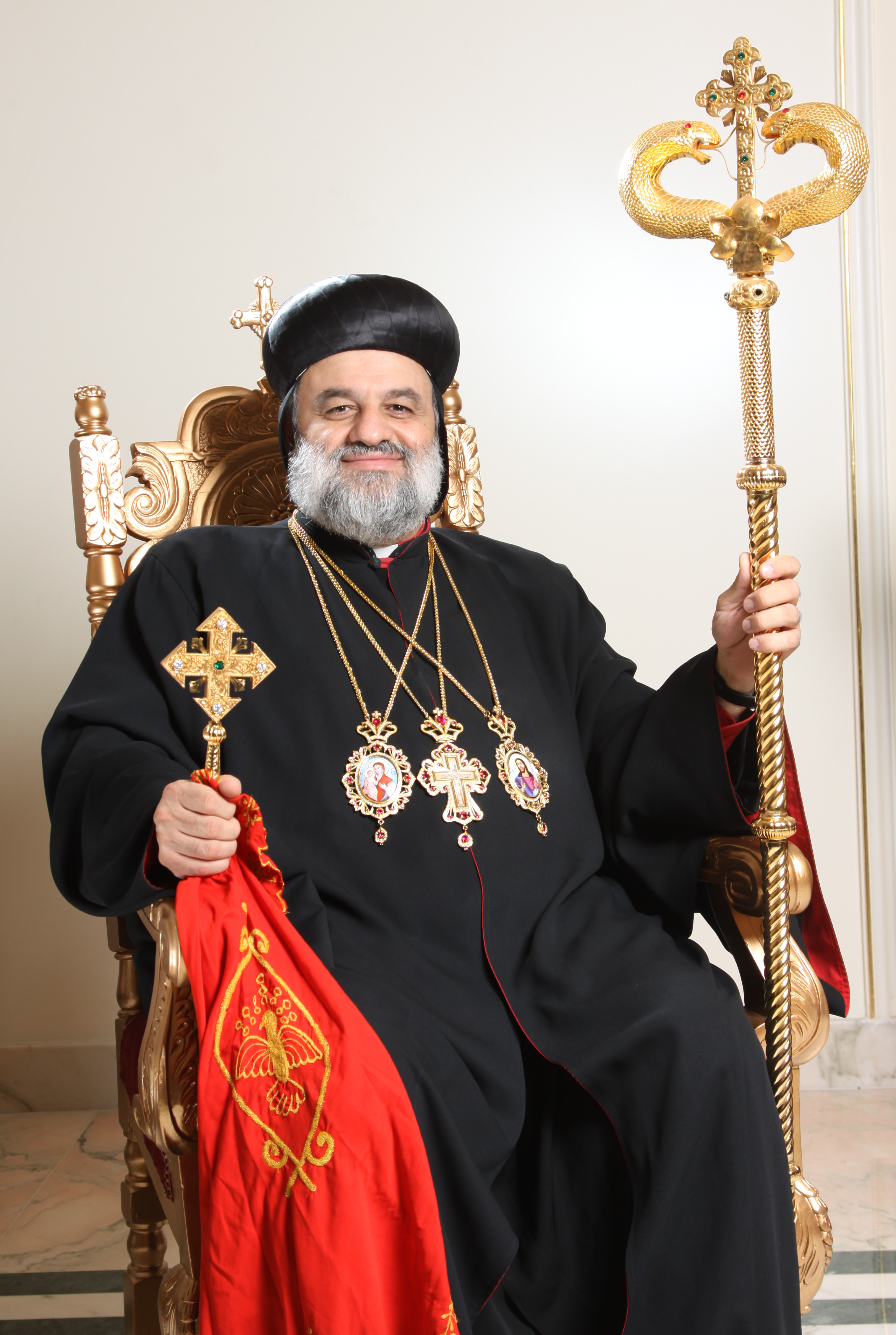
Sua santidade Inácio Efrém II da Igreja Ortodoxa Síria, desde 2014
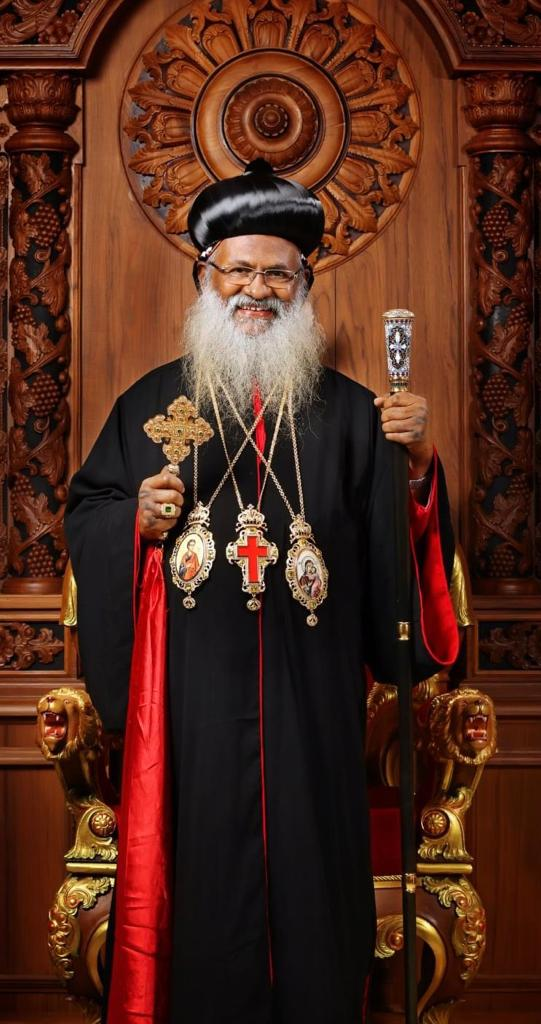
Sua santidade Basílio Marthoma Mateus III da Igreja Ortodoxa Siríaca Malankara, desde 2021
- Sua santidade Basilio da Igreja Ortodoxa Eritreia, desde 2025
Sua santidade Basilio da Igreja Ortodoxa Eritreia, desde 2025

## Outras igrejas ortodoxas
Existem diversas igrejas ortodoxas pelo mundo que, muitas vezes, não estão conectadas entre si, ou ainda, não têm quaisquer ligações com as principais igrejas ortodoxas ou com a sucessão apostólica. Por isso, a lista de patriarcas pode variar de quantidade, já que não existe um número formal reconhecido de forma unânime de quantos patriarcas existem, já que tal reconhecimento depende de cada igreja em particular e não ocorre de forma uniforme.